# لوحة نصوص

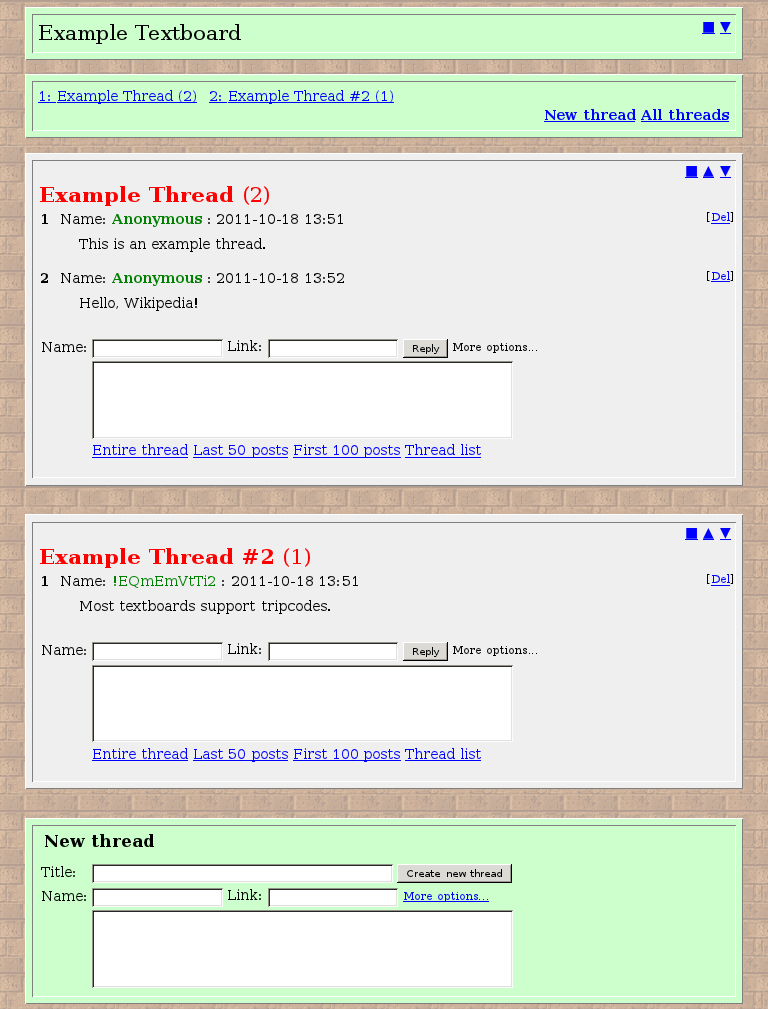

لوحة نصوص هو نوع بسيط من أنواع منتدى الإنترنت، إن معظم هذه المنتديات لا تحتاج إلى تسجيل الدخول ولا تحتاج إلى اسم المستخدم. بالإضافة ان هذا النوع مثل لوحة صور حيث انه اختٌرع في اليابان.